# Echelsbacher Brücke
Die Echelsbacher Brücke ist eine Bogenbrücke über die Ammer zwischen Rottenbuch und Bad Bayersoien im Südwesten Oberbayerns. Hier überquert die Bundesstraße 23 zwischen Rottenbuch im Norden und Bad Bayersoien im Süden die Ammerschlucht.
Das 183 Meter lange Bauwerk wurde im Jahr 1929 mit 900.000 Reichsmark Baukosten fertiggestellt und war damals mit 130 Meter Bogenspannweite die weitestgespannte Melan-Bogenbrücke der Welt. Die Fahrbahn liegt 76 Meter über dem Talgrund.

## Geschichte

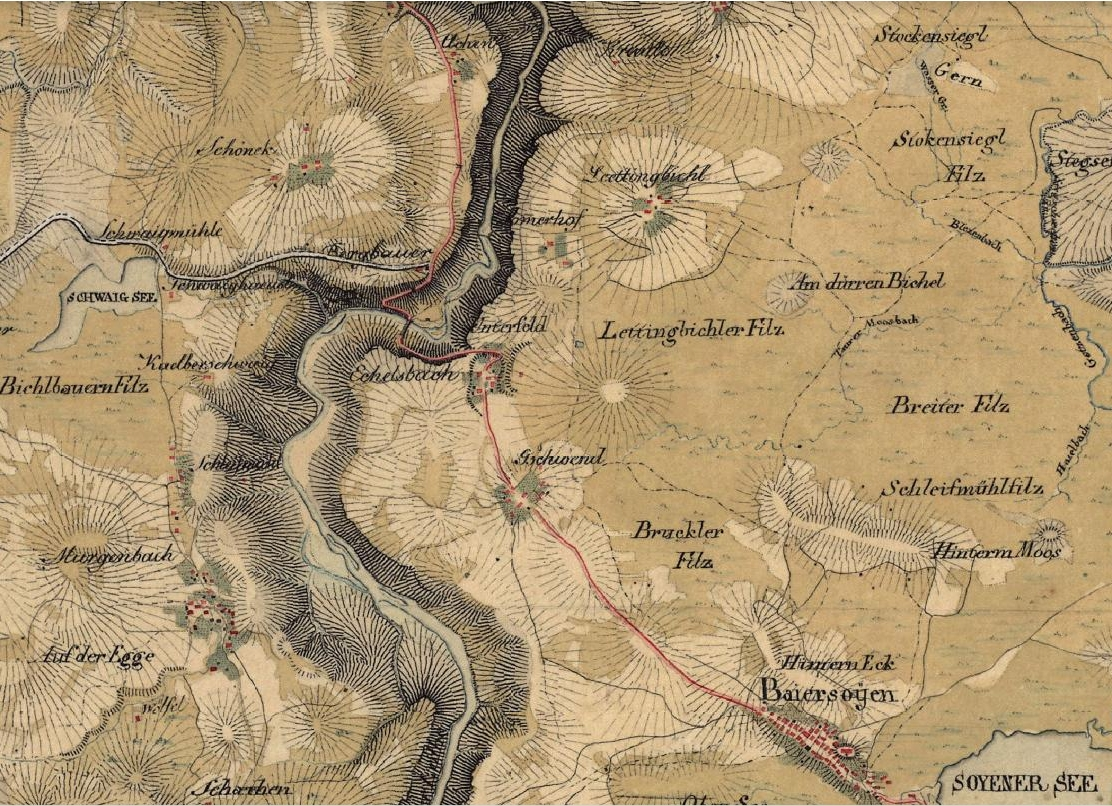
Verlauf der Straße zwischen Baiersoyen und Achen im Jahr 1838

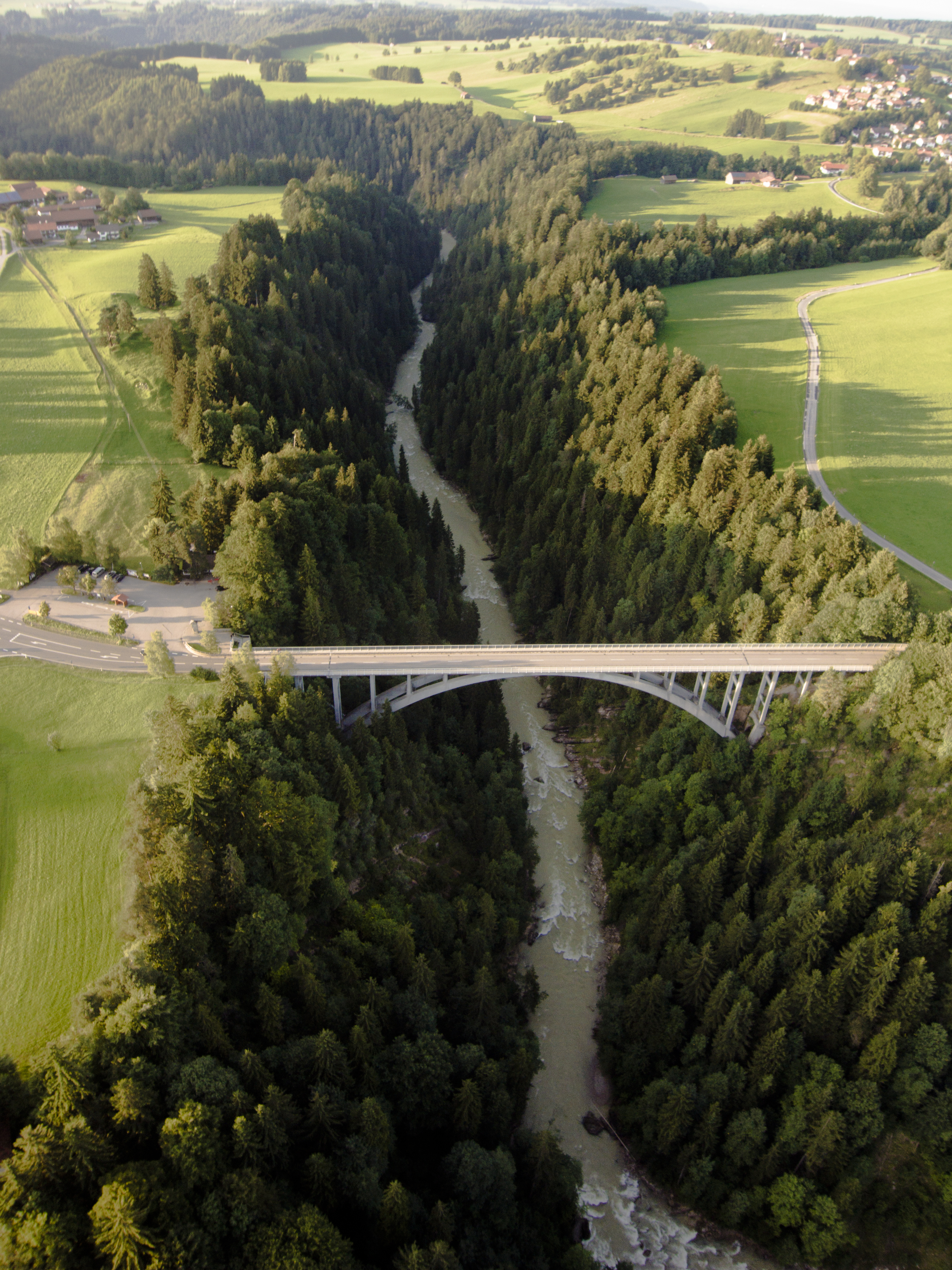
Ammerschlucht mit Echelsbacher Brücke, von Süden

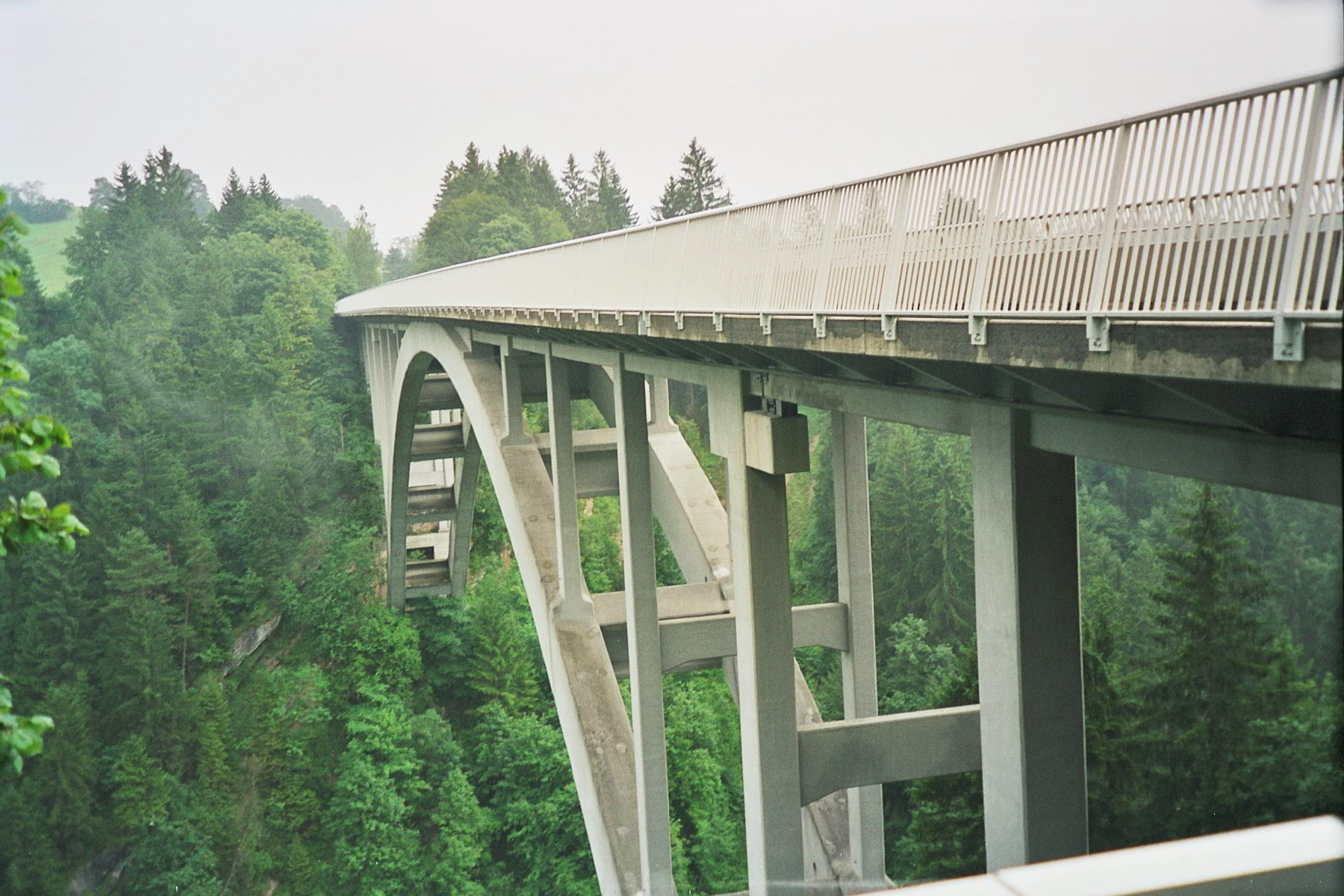
Die Echelsbacher Brücke von Rottenbucher Seite her fotografiert

Im 2. Jahrhundert n. Chr. ließ Kaiser Septimius Severus die bestehenden Saumpfade über den Brenner und den Seefelder Sattel zur befestigten Straße ausbauen. Die neu entstandene Via Raetia verkürzte die Verbindung über die Alpen im Vergleich zur bisherigen Via Claudia Augusta deutlich. Spätestens zur Zeit Ludwigs IV. lief die Verbindung zwischen Landsberg am Lech und Partenkirchen nicht nur über Wessobrunn und Weilheim, sondern als Via Imperii auch über Schongau und Oberammergau. Der schwierigste Abschnitt dieser Route führte bei Bad Bayersoien durch die Echelsbacher Schlucht. Als Augsburg im 15. Jahrhundert immer wichtiger für den Handel wurde, stieg auch die Bedeutung dieser Straße, so dass bald ein geregelter Fuhrbetrieb, die „Rott“, eingerichtet wurde. In „Ballenhäusern“ wurden die Frachten so lange aufbewahrt, bis mehrere Fuhrleute zusammenkamen. Diese brachten dann die Güter in „Zügen“ oder „Rotten“ unter sicherem Geleite weiter. Im Jahre 1536 kamen die Klöster Rottenbuch und Ettal und die Rottstellen Schongau und Ammergau überein, wegen der großen Gefahren und Schwierigkeiten die Straße durch die Ammerschlucht zu verlegen (Lage). Auch diese Straße wies trotz enger Kehren eine Steigung von bis zu zwanzig Prozent auf, so dass die umliegenden Bauern gelegentlich Vorspanndienste leisten mussten. Trotz dieser Veränderung passierten immer wieder leichte und schwere Unfälle. Zudem konnte die Straße nach heftigen Schauern und im Winter wochenlang nicht befahren werden.
Jüngste Forschungsergebnisse aus der wissenschaftlichen Römerstraßenforschung verbinden den Ammerübergang bei der Echelsbacher Brücke mit der Straßenstation „Coveliacas“ der „Tabula Peutingeriana“. In diesem römischen Streckenverzeichnis ist die Station auf der Route zwischen Abodiacum (Epfach) am Lech und Parteno (Partenkirchen) am Übergang über einen Fluss eingezeichnet. Als Distanz werden XX römische Meilen (30 km) zu Partenkirchen angegeben. Die Existenz der römischen Straßenverbindung ist gesichert, über den genauen Trassenverlauf im Gelände herrschen divergierende Ansichten. Nach der Entfernungsangabe und der grafischen Darstellung in der Tabula wird diese Straßenstation am Übergang über die Ammer im Bereich der heutigen Echelsbacher Brücke lokalisiert. Hier überquerte eine bedeutende Handelsstraße den Fluss, die möglicherweise schon in vorrömischer Zeit vorhanden war, dann von den Römern ausgebaut und danach noch weiter rege benutzt wurde. Der mühsame Auf- und Abstieg an diesem Talkessel konnte nur mit Hilfe von Vorspanndiensten bewältigt werden. Vorspanndienste zur Verfügung zu halten, gehörte auch zu den Dienstleistungsprogrammen der (staatlichen) römischen Straßenstationen. In dem Stationsnamen Co(n)veliacas sehen die Forscher das lateinische Wort convallis (= tiefer Taleinschnitt).

## Planung
In der Mitte des 19. Jahrhunderts gab es Überlegungen, an den Gefahrenstellen dieser Straße die Steigung mittels tiefer Geländeeinschnitte auf ungefähr acht bis zehn Prozent zu verringern. 1890 entstand dann der Plan, eine Betonbrücke etwa 100 Meter südlich der jetzigen Position zu errichten. Zur Jahrhundertwende sollte es eine Eisenfachwerkbrücke sein. Kurz vor dem Ersten Weltkrieg wurde die Möglichkeit untersucht, die Wasserkraft der Ammer zu nutzen. Dazu sollte eine 62 Meter hohe Staumauer errichtet und auf deren Krone die Straße geführt werden. Neben der Elektrizität versprach man sich zudem eine Sicherung vor Ammerhochwassern und eine langsamere Verlandung der Ammerseeufer. Der Kriegsbeginn machte diese Pläne zunichte.
Zur Vorbereitung der Oberammergauer Passionsspiele 1930 forderte am 19. November 1924 das Bezirksamt Schongau die Gemeinden entlang der Ammerschlucht auf, sich für den Bau einer Hochbrücke über die Ammer auszusprechen, um die Verkehrslage im Ammertal zu verbessern. 1928 ließ die bayerische Staatsregierung einen öffentlichen Wettbewerb für den Bau einer Hochbrücke bei Echelsbach ausschreiben. Der Zuschlag ging an das Unternehmen Hochtief in Verbindung mit dem Ingenieurbüro Streck und Zenns aus München und dem Eisenwerk Kaiserslautern.

## Bau
Die Arbeiten begannen am 8. November 1928 mit dem ersten von insgesamt 4712 Sprengschüssen. Als Konstruktion wurde das System der Melan-Spangenberg-Bauweise verwendet. Hierbei wird das Stahlgerüst mit Kies vorbelastet und schließlich Schritt für Schritt durch eine gleich schwere Betonummantelung ersetzt. Von der West- und Ostseite wurde gleichzeitig begonnen, die beiden Stahlbögen im Freivorbau aufzubauen. Die Konstruktion gelang so genau, dass der West- und der Ostteil beim Bogenschluss lediglich zwei Zentimeter auseinanderlagen. Mit Öldruckpressen wurden die Fahrbahnlängsträger zusammengedrückt. 422 Tage nach Baubeginn konnte die Brücke für den Verkehr freigegeben werden. Zwischen 70 und 100 Mann arbeiteten an der Brücke.

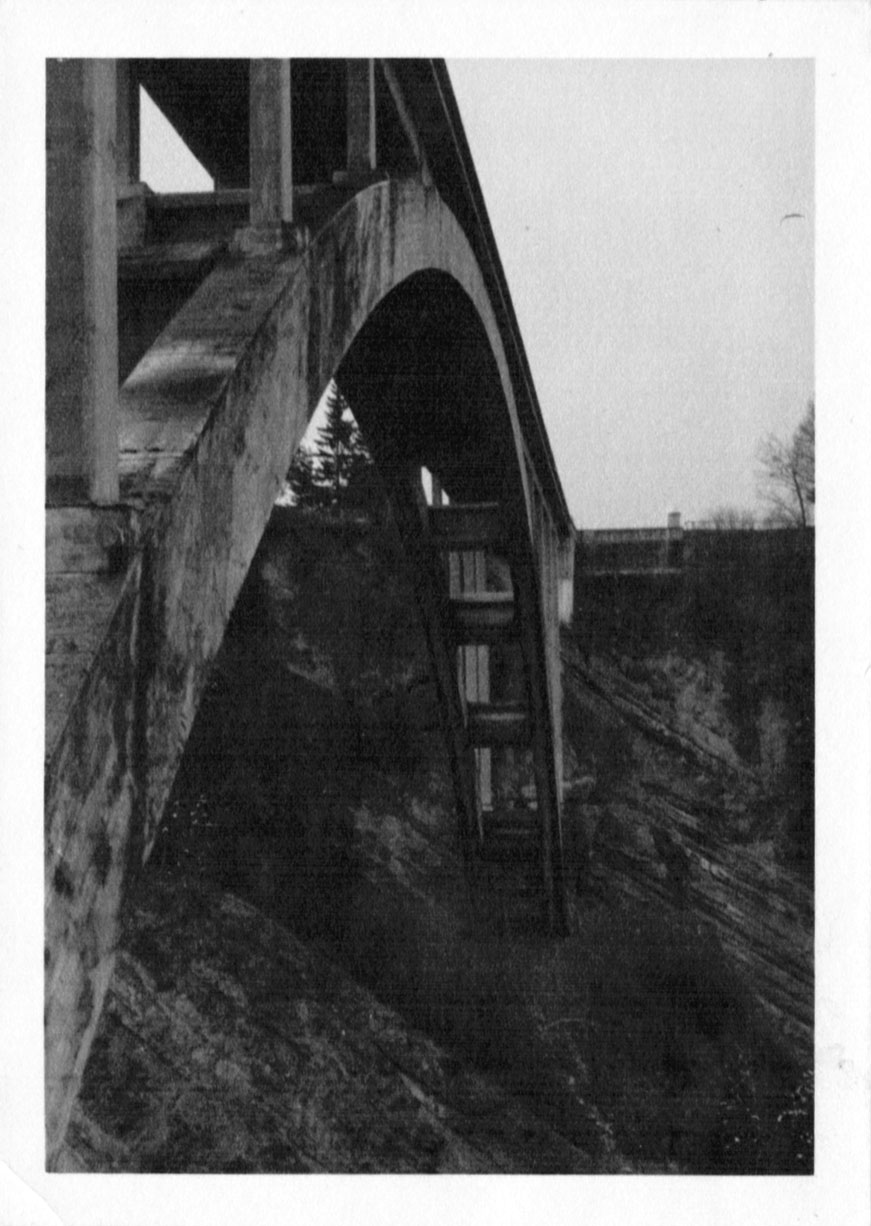
Ansicht von 1957

Es wurden 3000 Kubikmeter Fels ausgehoben, 850 Kilogramm Sprengstoff verbraucht, 3300 Kubikmeter Beton und 500 Tonnen Eisen (400 Tonnen Profilstahl und 100 Tonnen Betonstahl) verarbeitet sowie 87.000 Niete, wovon die meisten direkt an der Baustelle geschmiedet wurden. Am 27. April 1930 wurde die Echelsbacher Brücke durch den Erzbischof von München und Freising Kardinal Michael von Faulhaber geweiht.

### Technische Daten
Der Zweigelenkbogen hat bei 130 m Stützweite einen Bogenstich von 31,8 m. Er besteht aus zwei Tragebenen mit rechteckigen Hohlquerschnitten bei einem lichten Abstand von 4,5 m. Die Querschnittsbreite beträgt jeweils 1,5 m, bei einer Höhe von 2,0 m im Bogenscheitel und 3,0 m im Widerlager. Der 10,76 m breite (seit 1984, ursprünglich 8,3 m) und 182,83 m lange Überbau ist ein zweistegiger Plattenbalken aus Stahlbeton. Die Balken sind in einem Abstand von 6,0 m angeordnet, haben vier Gerbergelenke und sind auf rechteckigen Stahlbetonstützen gelagert.

## Sanierungen und Ersatzneubau
Sanierungen fanden 1963/64, 1973/74 und 1983/86 statt.

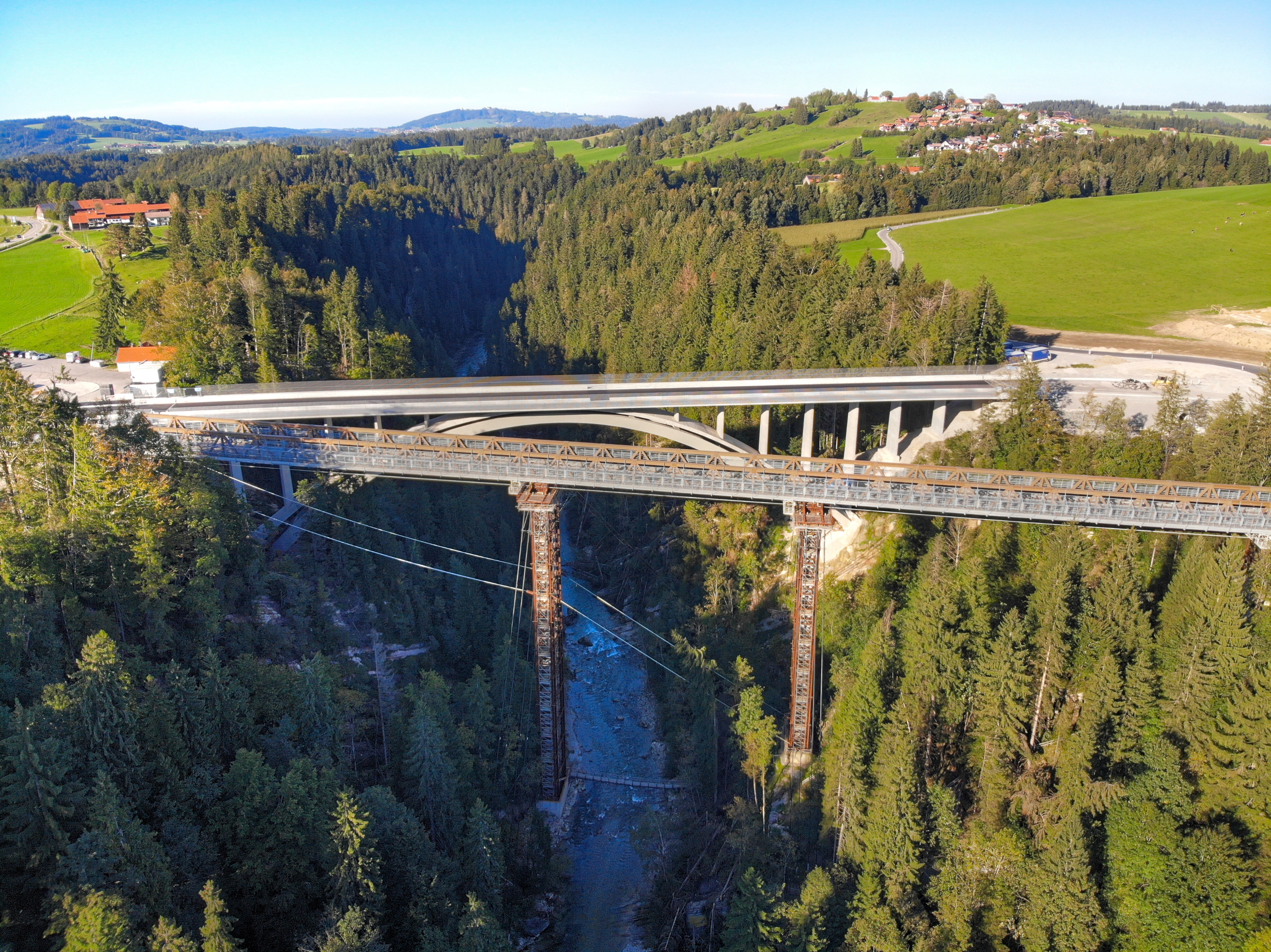
Die seinerzeit größte Behelfsbrücke Deutschlands

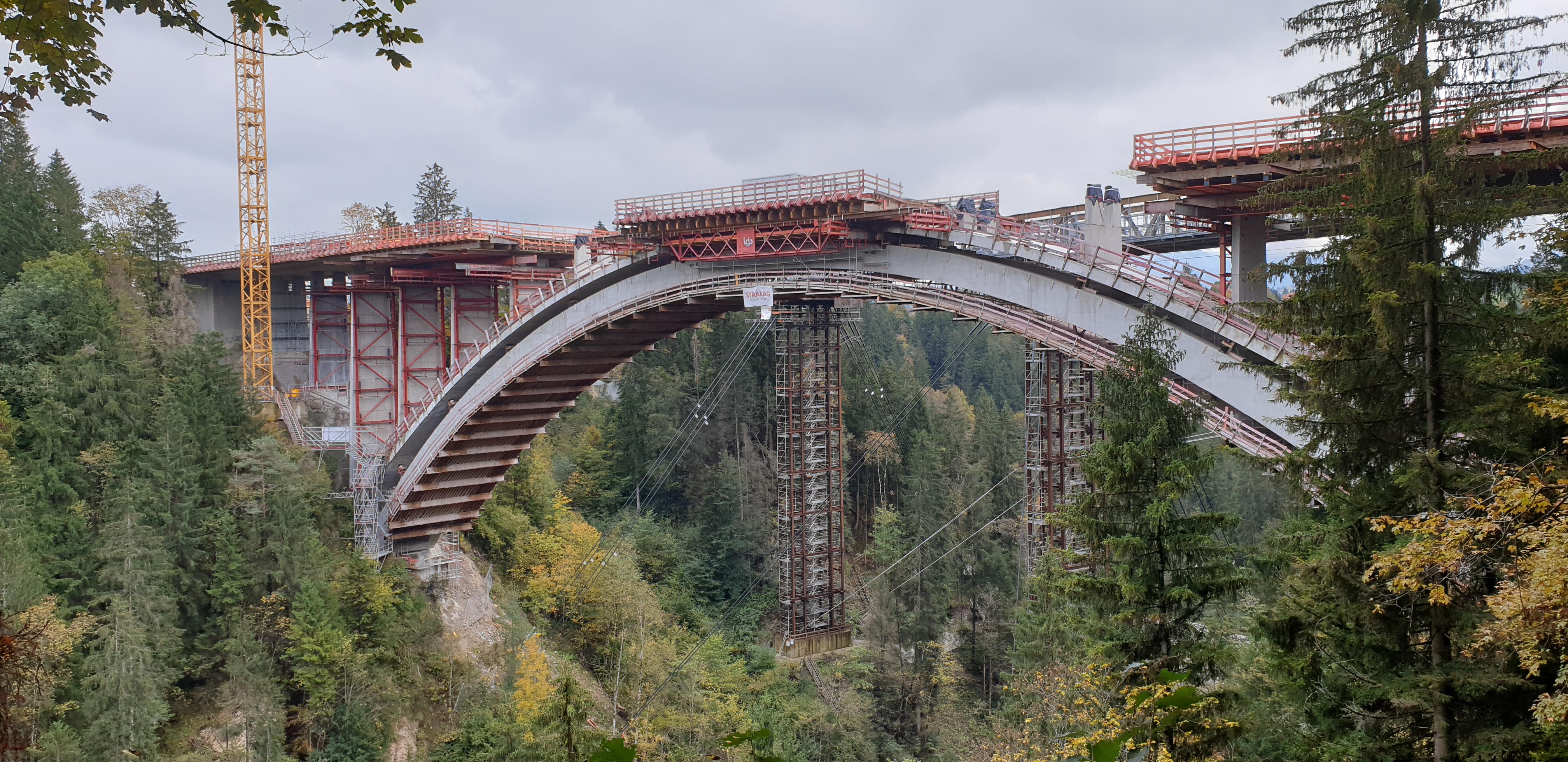
Bauzustand am 17. Oktober 2020, gesehen vom nördlichen Aussichtspunkt

Im März 2014 wurde eine erneute Sanierung beschlossen. Die denkmalgeschützten Bögen blieben dabei erhalten; Widerlager, Steher und Fahrbahn wurden neu erbaut. Am 19. Januar 2017 erließ die Regierung von Oberbayern den Planfeststellungsbeschluss für den Ersatzneubau; daraufhin begannen die Bauarbeiten im Januar 2017. Während der Bauarbeiten rollte der Verkehr der B 23 über eine neben der alten Brücke aufgebaute Behelfsbrücke vom Typ SS-80, die als die größte Behelfsbrücke Deutschlands gilt. Ihr Aufbau begann im Frühjahr 2017; sie war seit Juni 2018 unter Verkehr. Am 28. November 2021 wurde die erneuerte Echelsbacher Brücke wieder für den Verkehr freigegeben. Der Rückbau der Behelfsbrücke erfolgte im Herbst 2022, und im Frühjahr 2023 die Renaturierung des Baugebiets. Geplant ist ein Infopavillon zur Ammerschlucht als Naturattraktion und zur Geschichte der Brücke. Die Gesamtbaukosten betrugen (ohne den Infopavillon) 36,1 Millionen Euro.

## Sonstiges

### Informationstafel
Am Geländer befindet sich eine Tafel mit folgendem Text: „Der böhmische Ingenieur und Wiener Professor Joseph Melan hatte als erster eine Stahlbeton-Bauweise beschrieben, bei der er das teure und über tiefe Schluchten besonders komplizierte Traggerüst durch einen Stahlgerüst-Bogen ersetzte, der anschließend mit Beton ummantelt wurde. Der Münchner Professor Heinrich Spangenberg erweiterte die Anwendung dieser Bauweise auf große Bogentragwerke. Er ließ zunächst den Stahlgerüstbogen mit Kies vorbelasten und diesen Ballast dann Schritt für Schritt durch eine gleichschwere Betonummantelung ersetzen. Dadurch wurde verhindert, dass sich das Bogengerüst während des Betoniervorgangs ungleichmäßig verformte.“ Eine weitere Tafel informiert mit einem kurzen Gedicht über die Zeit vor der Brücke, als manches Auto nur den Berg hinaufkam, wenn „von Ochs und Pferd gezogen“.

### Suizide
Bekannt wurde die Brücke für viele Suizide, die sich dort ereigneten. Bis 1999 waren es 85. Obwohl das Brückengeländer deshalb erhöht wurde, ereigneten sich immer wieder Suizide an der Brücke. Der für 2021 geplante Infopavillon an der Brücke soll auch daran erinnern.

### Erhaltung im Zweiten Weltkrieg
Kurz vor dem Ende des Zweiten Weltkriegs sollte die Brücke von der SS gesprengt werden, um den Vormarsch der US-Truppen aufzuhalten. Dies wurde durch eine lebensgefährliche Aktion des seinerzeitigen Straßenoberaufsehers Lorenz Utschneider verhindert.

### Fledermauskolonie
Im Inneren der Brückenbogen hat sich mindestens seit den 1950er Jahren eine größere Fledermauskolonie von Großen Mausohren eingenistet, die je sechs Einfluglöcher im Nord- und Südbogen der Brücke nutzen. In Vorbereitung der für die 2010er Jahre geplanten Brückensanierung wurde der Raum der Kolonie sukzessive auf Teile des südlichen Bogens beschränkt. Nach der Sanierung sollen die Fledermäuse wieder den gesamten Brückenbogen nutzen. Die Brückenbögen sind als eigenständiges Natura-2000-Gebiet ausgewiesen, obwohl bereits die Brücke selbst im 1959 ausgewiesenen Naturschutzgebiet Ammerschlucht an der Echelsbacher Brücke liegt.